# 黒木瞳
黒木 瞳（くろき ひとみ、1960年（昭和35年）10月5日 - ）は、日本の女優、声優、タレント、司会者、歌手、映画監督。元宝塚歌劇団月組トップ娘役。所属事務所は2011年10月11日よりポエムカンパニーリミテッド。
福岡県八女市（旧・八女郡黒木町）出身。出身地・黒木町（くろぎまち）に因み同郷の五木寛之（八女市出身で同じ中学の先輩でもある）が「黒木瞳」と命名。

## 来歴

### 幼少期
1960年（昭和35年）に4人きょうだいの末子（兄1人と姉2人がいる）として生まれる。地元で畜産業をする父と食堂を営む母は躾に厳しかったが、幼い頃から手間が掛らずにのびのびと育つ。剣道7段の父親の影響もあり、小学4年生から地元の道場で剣道を習った。幼い頃からピアノを習うなど音楽好きで、読書家であった。
中学2年頃に文化祭で菊池寛「父帰る」で娘役を演ずる友人を観て役者を志し、様々な映画を見て「映画に出たい」と夢も持つ。この時点で「中学卒業後は高校で演劇部に入り、大学で演劇を学んだ後、文学座へ入って女優になる」と夢を描く。

### 宝塚音楽学校
進学した福岡県立八女高等学校在学時には、演劇部に所属、その後部長として九州大会に進出。遡って1年生の時に友人に誘われ、福岡市民会館で行われた宝塚歌劇団の地方公演の舞台「ベルサイユのばら」を鑑賞した。初めて観た宝塚の舞台に衝撃を受けたことから、年に一度の福岡公演に翌年、翌々年も鑑賞した。
芝居の虜になっていたことから上京して女優になる夢を持つも、当時宝塚の福岡公演を趣味として鑑賞していた。このため高校1年、2年の頃は宝塚音楽学校を受験したことはなく、高校3年生の頃には音楽教師になろうと考えていた。後日受験した熊本県の音楽大学への進学が決まっていた が、上記の「ベルサイユのばら」で宝塚に憧れたことから、宝塚音楽学校の入り方に興味本位で資料を取り寄せた。応募要項に“受験資格は高校卒業まで”との記載を見て、記念受験のつもりで気軽に願書を提出。
両親に内緒でバレエに1週間通って同校を受験。試験日は希望の音大入学が決まったその1週間後だった。面接では筑後弁訛り一辺倒になった挙句、受験理由を尋ねられた際には「松竹歌劇団（宝塚歌劇団とはライバル関係にあった）でもよかったんですけどね」と発言したにもかかわらず、倍率22.4倍の難関をくぐり合格。上記の通り記念受験のつもりだったが、試験で1次、2次…と通過するごとに本人の中で「宝塚歌劇団に入りたい」思いが強くなり進路変更を決意する。両親に音大進学を取りやめて、合格した宝塚音楽学校への進学を打ち明けると猛反対された。しかし、祖母が助け舟を出してくれたことで何とか許可が下りた。
1979年4月に宝塚音楽学校に入学すると、学校の規則や人間関係の厳しさは（本人曰く）「慣れれば大丈夫だった」が、レッスンについていけないことに悩み始めた。このため在学中は、「毎朝6時40分に寮を出て学校で自主トレーニングをし、学校の授業を終えてから一時帰宅。再び寮を出て個人レッスンに行き、22時半の門限ギリギリに寮に戻る」生活を続けた。

### 宝塚歌劇団
1981年、宝塚歌劇団に入団。入団時の成績は39人中3位。『宝塚春の踊り』で67期生は初舞台を踏んだ（3–5月）。同期には女優の北原遥子、涼風真世、真矢みき、演劇プロデューサー、活弁士、日本舞踊講師の幸風イレネ、梨花ますみがいる。同年5月18日に月組配属、娘役。
1982年1月より『おはよう朝日です・土曜日です』（朝日放送）に初代アシスタントとしてレギュラー出演し、司会、レポーターなどもこなした。在団中に東宝映画『南十字星』（1982年）に出演。これが映画初出演作品である。
1983年『あしびきの山の雫に』でヒロイン役（石川郎女）を務め果たし、同8月、男役・娘役通じて史上最速となる入団2年目で、大地真央の相手役として『情熱のバルセロナ』でトップ娘役に就任。研2でのトップ就任については、小顔で男役としては細身だった大地が同じような体格で度胸ある番組進行をこなしていた黒木に着目し、相手役にしたいと申し出た。当時の月組トップであり副組長も兼任していた榛名由梨も黒木を高く買い、67期生の初舞台公演中に「黒木さんを月組にもらいたい」と言ったエピソードがある。2年目での娘役トップにプレッシャーを感じながらも、以後大地と共に月組を率いた。
『シブーレット』、『ムーンライト・ロマンス』、『ザ・レビューII』、『ガイズ&ドールズ』などに出演し、在団中は娘役でありながら大地に迫るほどの人気を獲得した。
1985年に大地が退団すると、その後、黒木も退団を決意し、同年9月1日、『二都物語/ヒート・ウエーブ』東京公演千秋楽を最後に大地と同時退団。後日、10代の頃に抱いていた「映画に出る」夢を思い出し、芸能界へと転進するため上京した。

### 芸能界
映画主演デビュー作、渡辺淳一原作・東陽一監督『化身』（1986年公開）では全裸となり、宝塚出身者ともあって話題となったが、日本アカデミー賞で新人俳優賞を受賞するなど演技では一定の評価を得た。NHK 連続テレビ小説「都の風」（1986年後期）で人気を得る。
その後、サスペンスドラマなどを中心に活動を続けていたが、1997年公開の渡辺原作・森田芳光監督の映画『失楽園』で不倫の恋を大胆に演じて大きな話題に。作品は流行語・社会現象となり、黒きは日本アカデミー（主演女優）賞を獲得。この作品で知名度を一気に高め、活躍の場が広がっていった。他にも渡辺原作『うたかた』『無影燈』に出演している。
1990年、一般人男性と結婚。夫との間には1998年に出産した女児が一人いることを公表している
1999年の8月、『思い出のメロディー』（NHK総合・ラジオ第1）の司会を務めた。
1999年・2000年は、『輝く!日本レコード大賞』（TBSテレビ・ラジオ）の司会を務めた。
2005年 - 2009年まで『FNS歌謡祭』（フジテレビ）の司会を務めた。2005年と2007年は歌手としても出演。
2007年・2011年は『24時間テレビ 「愛は地球を救う」』（日本テレビ）ではパーソナリティーを務めた。
2016年公開の映画『嫌な女』で監督デビュー。同年にNHK BSプレミアムで放送されたテレビドラマ版では主演を務めた。

## エピソード
- 父親の実家である樋口家は、豊臣秀吉の九州平定の際に秀吉から代官に任命された樋口実長（星野を治めていたが九州平定で追放された星野氏の家老）の末裔で、当地で帯刀を許され庄屋などを務めたが、曽祖父の代で金山開発に失敗して一族は没落して離散する。祖父は西新で文人墨客などを顧客に持つ茶葉店を営み順風満帆だったが、父の姉が3歳で腸チフスを患い看病で感染して親子ともに死亡する。祖母は幼少の父を連れて黒木へ戻り、食堂を開いて地元の博労の男性と再婚した[5]。
- 夫の曽祖父は頭山満（夫の父方の祖母が頭山満の娘）[40]である。
- 宝塚音楽学校で同期同組の北原遥子は互いに「親友」であった[41]。1985年の日本航空123便墜落事故で北原が死去し、8月18日の通夜は月組の仲間に抱えられるように参列した[41]。2025年8月11日に御巣鷹山の尾根がある群馬県上野村で行われた灯篭流しに初参加[42]、12日の慰霊登山にも同期の小乙女幸と文月玲と共に初参加した。長年、事故のことが認められず、墓参りは行けても尾根に向かうことは出来なかったが、40年の節目に足を運ぶことが出来た。墓標にはスミレのブーケを供え、北原遥子の母親と通話をしながら、同期3人で宝塚音楽学校の校歌を歌唱した[43][44][45]。事故が起きる当日の昼に北原とは電話をしており、「今日はこれから大阪に行く。東京に戻るのは明日かな。」と北原から言われ翌日会う約束をしていたが、その日の夜に北原が事故に巻き込まれ、会うことは願わなかった[46][47]。
- 出身地の黒木町を「私の原点」としている。2022年に黒木が監督を務めた短編映画『線香花火』では黒木町を舞台にしており、現地でロケ撮影した[4]。
- 宝塚音楽学校時代に芸名を考える際、八女市の藤[注釈 7]から当初“黒木藤子”を考えた[4]。
- 宝塚退団後の1986年、映画主演デビュー作『化身』で、ホステス役をするため、当時の東映社長・岡田茂の指示で、実際に銀座の高級クラブで一週間、ホステスのアルバイトをした[48][注釈 8]。
- 好きな俳優は水谷豊[49][要文献特定詳細情報]で、『浅見光彦ミステリー5・越後路殺人事件』（日本テレビ）と『2008年FNS歌謡祭』（フジテレビ）で共演している[50][51]。
- 好きな食べ物に焼きそばを多数の番組で挙げており[52][53][54][55]、他に中華料理やラーメン等の麺類も好きだと述べており[注釈 9][56][57][58]、朝食に具無しの焼きそば等こってりした味付けの物を食べるのがルーティンで一番の贅沢だと公言している[53][54][55]。
- 子供の頃から大相撲中継を見て育ったこともあって相撲好きである。千代大海が1999年初場所に初優勝をした時、彼に花を贈って以来の大ファンである[59]。
- 小学6年生の時、谷川俊太郎の詩集「愛について」を読んだ影響により、以降自らも詩を書くようになった[4]。
- 『インベーダーゲーム』以来のゲーム好き[60][58][56][61]で、最近は毎日オンラインゲームに熱中しているとのこと[56][61]。
- 好きなYoutuberは主に大学生ネタを中心としてコント動画を投稿する「レジスタンス」。2021年7月18日放送の日本テレビ系列『ニノさん』にて「黒木瞳が会いたい人」と言う枠で共演を果たしている。

- お笑いコンビ「レインボー」の大ファンでコントを絶賛する。特に池田の女子役を演技の参考にしていると語る。以前に演出した舞台で「私の想像を越えた演技をやってくれる」としてレインボーを配役するも、稽古等に日数を要することから所属する吉本興業が断った。

## 宝塚歌劇団時代の出演

### 舞台
1981年
- 宝塚春の踊り[15]/ファーストラブ（初舞台）（3月 - 5月、宝塚大劇場）[62]
- 白鳥の道を越えて（6月 - 8月、宝塚大劇場） - 新人公演・ミランダ 役（本役：優ひかり）

1982年
- あしびきの山の雫に/ジョリー・シャポー（2月 - 3月、宝塚大劇場）

あしびきの山の雫に - 石川郎女 役
ジョリー・シャポー - 歌う士官の女 役
- シブーレット （8月、宝塚バウホール） - シブーレット 役
- 愛限りなく/情熱のバルセロナ （10月〜11月、宝塚大劇場）

情熱のバルセロナ - ロザリア 役
1983年
- まい・みらくる （1月、宝塚バウホール）- イヴ 役
- 春の踊り/ムーンライト・ロマンス（3月 - 5月、宝塚大劇場）

春の踊り - 姫 役
ムーンライト・ロマンス - イヴ・モルナー 役
- 翔んでアラビアン・ナイト/ハート・ジャック（11月 - 12月、宝塚大劇場）

翔んでアラビアン・ナイト - ジャウワーラ 役
ハート・ジャック - 少女 役
1984年
- I am What I am（1月、宝塚バウホール）- 歌う娘 役
- 沈丁花の細道/ザ・レビューII （5月 - 6月、宝塚大劇場）

沈丁花の細道 - 埴谷笙子 役
ザ・レビューII - カトリーヌ、レディー・バーバラ、チャイニーズ・レディー 役
- ガイズ&ドールズ （11月〜12月、宝塚大劇場）- サラ 役

1985年
- 二都物語/ヒート・ウェーブ（退団公演）（5月 - 6月、宝塚大劇場　8月東京宝塚劇場）

二都物語 - ルーシー・マネット 役
ヒート・ウェーブ - クラブの女S、恋人 役

### 映画
- 南十字星（1982年、東宝） - 津村恵子 役

### 情報番組
- おはよう朝日です・土曜日です（朝日放送）- アシスタント

## 宝塚歌劇団退団後の出演作品

### テレビドラマ
1986年
- 連続テレビ小説 都の風（1986年10月6日 - 1987年4月4日、NHK総合） ‐ 竹田桂 役

1987年
- 心はロンリー気持ちは「…」VI（1987年10月2日、フジテレビ）
- からたちの花、永遠に がんセンター総長の愛と戦い 死と直面した夫婦感動の50年（10月5日、テレビ東京）

1988年
- 徳川家康（1988年1月1日、TBS） - 佐登 役
- 銀河テレビ小説 裸足のシンデレラ（2月22日 - 3月11日、NHK総合） - 川島ゆり 役
- 追いつめられた女（3月8日、日本テレビ） - ヒロイン・駒木清絵 役
- 五木寛之の朱夏の女たち（4月16日、TBS）
- 夏樹静子トラベルサスペンス「白いクーペの女」（5月2日、テレビ東京） - 主演・希代江 役
- パパは年中苦労する 第5話（5月6日、TBS） - 岩下さつき 役
- 結婚してシマッタ!（6月29日 - 8月17日、TBS） - ヒロイン・鯨岡昭子 役
- 愛と憎しみの河（7月18日 - 28日、TBS） - 主演・杉原志津 役
- さんまの「おれは裸だ」（10月6日、日本テレビ） - 大和洋子 役
- 隠密・奥の細道（10月14日、テレビ東京） - （第1話ゲスト）
- 悪女はラベンダーの香り 莫大な財産をめぐる連続殺人（12月3日、テレビ朝日） - ヒロイン

1989年
- 浅見光彦ミステリー5 越後路殺人事件（1月17日、日本テレビ） - 漆原肇子 役
- 賀茂のひぐらし（2月20日、関西テレビ） - ヒロイン
- 心はロンリー気持ちは「…」VIII（1989年3月3日、フジテレビ）
- 親分の後妻は聖女　義理と人情をクルス（十字架）にかけりゃ…（3月21日、日本テレビ） - ヒロイン・山田さと子 役
- まくりの勝っちゃん一発逆転（3月25日、TBS） - ヒロイン
- 晴のちカミナリ（4月12日 - 8月2日、NHK総合） - 胡蝶 役
- 車椅子からウィンク（5月16日、テレビ朝日） - 主演
- いまどき銀座物語ぼんぼん（5月18日 - 7月27日、フジテレビ） - 土屋祥子 役
- 明石家さんま殺人事件（1989年9月29日、フジテレビ）
- 雨よりも優しく（10月13日 - 12月29日、TBS） - 並木泉 役
- 宵待草殺人事件（10月3日、日本テレビ） - ヒロイン
- 過ぎし日のセレナーデ（10月19日 - 1990年3月22日、フジテレビ） - 山口絵里 役
- 京都サスペンス「美しき殺意」（11月13日、関西テレビ） - 主演

1990年
- 夫婦善哉（1月1日、フジテレビ） - ヒロイン・蝶子 役
- 家族物語（1月22日 - 3月5日、NHK総合）
- 刑事貴族 第1話 - 第16話（4月13日 - 9月28日、日本テレビ） - 志村由美子 役
- 都会の森（7月6日 - 9月14日、TBS） - ヒロイン・舟本美波子 役

1991年
- 次郎長三国志（1月2日、テレビ東京） - ヒロイン・お蝶 役
- 殺意の通路（1月15日、日本テレビ） - 主演・室戸梢 役
- 熱血!新入社員宣言（4月9日 - 6月25日、TBS） - 蓮川弥生 役
- 青春の門（4月11日・12日、テレビ東京） - ヒロイン・伊吹タエ 役
- 松本清張作家活動40年記念・黒い画集 坂道の家（8月26日、TBS） - 主演・杉田りえ子 役
- 殺意の朱い夏（9月17日、日本テレビ） - 主演・室戸梢 役

1992年
- 腕におぼえあり（NHK総合） - 佐知 役
  - 第1シリーズ 最終話（6月26日）
  - 第2シリーズ（9月4日 - 11月27日）
- 真夜中は別の顔（1月9日 - 3月12日、テレビ朝日） - 連続ドラマ初主演・末来乃絵 役
- 新緑の京都奈良・涼しい眼（5月25日、フジテレビ） - 主演・朋子 役
- 女親分は名探偵（5月29日、テレビ朝日） - 主演・杏子 役
- 本当にあった怖い話「6列5番目のたたり」（6月22日、テレビ朝日） - 主演・太田圭子 役
- 今、ときめいて白きランナー（7月31日、フジテレビ） - 主演
- 本多の狐－徳川家康の秘宝（9月29日、朝日放送） - ヒロイン・おしろ 役

1993年
- 徳川武芸帳 柳生三代の剣（1月2日、テレビ東京） - ヒロイン・お藤 役
- ジェラシー（1月6日 - 3月24日、日本テレビ） - ヒロイン・佐藤（宮坂）夕子 役
- 腕におぼえあり 第3シリーズ（1月8日 - 3月12日、NHK総合） - 佐知 役
- インターホン症候群の女（3月15日、フジテレビ）
- If もしも「もう一度生まれ変わるとすれば25歳か18歳か」（9月16日、フジテレビ） - 主演
- 裸の大将 第63話（10月3日、フジテレビ） - ヒロイン・洋子 役

1994年
- 大忠臣蔵（1月1日、TBS） - 夕霧太夫 役
- 銀行 男たちのサバイバル（1月15日・29日、NHK総合） - ヒロイン
- 深夜の法廷（2月22日、日本テレビ） - 主演・香江 役
- クニさんちの魔女たち（4月11日 - 6月27日、テレビ朝日） - 主演・岡村いちこ 役
- ママのベッドへいらっしゃい（10月13日 - 12月22日、テレビ朝日） - 古田加子 役

1995年
- 大河ドラマ 八代将軍吉宗（NHK総合） - 久免 役
- 火曜サスペンス劇場「殺人迷路」（1月31日、日本テレビ） - 主演・里見令子 役
- 世にも奇妙な物語 春の特別編「指輪 リング」（4月3日、フジテレビ） - 主演
- きのうの敵は今日も敵（4月9日 - 6月25日、TBS） - ヒロイン・岡部恵子 役
- 検察捜査（1995年5月19日、フジテレビ系、金曜エンタテイメント） - 主演
- 龍-RON-（5月7日 - 28日、NHK総合） - 龍の母 役
- ひと夏のラブレター（7月6日 - 9月21日、TBS） - 池島美佳 役
- 松本清張特別企画 夜光の階段（9月25日、TBS） - ヒロイン・枝村幸子 役
- 震える目 通勤快速電車衝動殺人事件（11月7日、日本テレビ） - 主演・桜田薫 役

1996年
- 透明人間（4月13日 - 7月6日、日本テレビ） - 大沢真実 役
- 無影燈渡辺淳一スペシャル（4月12日、テレビ東京） - ヒロイン
- 新宿鮫II 屍蘭（5月19日 - 6月9日、NHK総合）
- 天晴れ夜十郎（9月13日 - 1997年3月21日、NHK総合） - ヒロイン・お絹 役
- 義務と演技（10月10日 - 12月19日、TBS） - 大倉みさき 役

1997年
- 炎の奉行 大岡越前守（1月2日、テレビ東京） - 由衣 役
- 3番テーブルの客（3月24日、フジテレビ） - ビビ萩原 役
- 夜会の果て（9月10日 - 10月15日、NHK総合） - 主演・黒田滝子 役

1998年
- 愛しすぎなくてよかった（1月8日 - 3月19日、テレビ朝日） - 広瀬マミ 役
- 上杉鷹山〜二百年前の行政改革〜（1月2日、NHK総合） - 千代 役
- その男の恐怖（9月29日、フジテレビ） - ヒロイン・あかり 役
- 眠狂四郎 雪の夜に私を殺して! 狂四郎を愛し続けた女（テレビ朝日） - おりん 役

1999年
- リング〜最終章〜（1月7日 - 3月25日、フジテレビ） - ヒロイン・宮下理恵子 役
- 魔女の条件（4月8日 - 6月17日、TBS） - 黒澤鏡子 役
- 永遠のアトム 手塚治虫物語（4月15日、テレビ東京） - ヒロイン
- ほんとにあった怖い話「深夜病練」（8月27日、フジテレビ） - 主演・久野之子 役
- TEAM（10月13日 - 12月22日、フジテレビ） - 坂上（丹波）郁恵 役

2000年
- 次郎長三国志（1月2日、テレビ東京） - 投げ節お仲 役
- イマジン（1月11日 - 3月21日、関西テレビ） - 飯島美津子 役
- 百年の物語 第1夜「大正編・愛と憎しみの嵐」（8月28日、TBS） - 戸倉史 役
- オヤジぃ。（10月8日 - 12月17日、TBS） - 神崎美矢子 役
- スペシャルドラマTEAM スペシャル（11月3日、フジテレビ） - 坂上郁恵 役

2001年
- 刑法第39条フラッシュバック（2月4日、テレビ東京） - 主演・小川香深 役
- ミスDJ - 殺しのリクエスト（2月16日、フジテレビ） - 主演・実矢 役
- ルーキー!（4月10日 - 6月26日、関西テレビ） - 望月玲子 役
- TEAM 2（10月5日、フジテレビ） - 坂上郁恵 役
- 恋を何年休んでますか（10月19日 - 12月21日、TBS） - 堀川咲子 役
- 鬼子母神（11月3日、テレビ朝日） - 主演・工藤公恵 役

2002年
- ゴールデンボウル（4月20日 - 7月6日、日本テレビ） - ヒロイン・佐倉瞳 役
- 明智小五郎対怪人二十面相（8月27日、TBS） - 篠崎未亡人 役
- 松本清張スペシャル 鬼畜（10月15日、日本テレビ、火曜サスペンス劇場） - 竹中春江 役
- 恋を何年休んでますかスペシャル（10月4日、TBS） - 堀川咲子 役
- TEAM 3（9月20日、フジテレビ） - 坂上郁恵 役
- 狼女の子守唄（TBS） - 狼女 役
- 彼女たちのクリスマス「クリスマスの花束」（12月24日、フジテレビ） - 文江 役

2003年
- 忠臣蔵〜決断の時（1月2日、テレビ東京） - ヒロイン・りく 役
- GOOD LUCK!!（1月19日 - 3月23日、TBS） - 富樫のり子 役
- 愛するために愛されたい（7月3日 - 9月4日、TBS） - ヒロイン・仁科玲子 役
- 失われた約束（9月16日、フジテレビ） - ヒロイン・高村真由美 役
- さとうきび畑の唄（9月28日、TBS） - ヒロイン・平山美知子 役
- TEAM 4（9月26日、フジテレビ） - 坂上郁恵 役
- 白い巨塔（10月9日 - 2004年3月18日、フジテレビ） - ヒロイン・花森ケイ子 役

2004年
- 夫婦。（10月10日 - 12月19日、TBS） - ヒロイン・山口華 役

2005年
- 星野仙一物語 〜亡き妻へ贈る言葉（1月2日、TBS） - ヒロイン・星野扶沙子 役
- 世にも奇妙な物語2005 春の特別編「幻の少年」（4月12日、フジテレビ） - 主演・桐島奈生子 役
- 二十四の瞳（8月2日、日本テレビ） - 主演・大石久子 役
- 涙そうそう この愛に生きて（10月9日、TBS） - 主演・小田志津 役
- 恋の時間（10月23日 - 12月25日、TBS） - 主演・北見雪枝 役

2006年
- プリマダム（4月12日 - 6月21日、日本テレビ） - 主演・万田佳奈 役
- 遙かなる約束〜50年の時を超えた運命の愛〜（11月25日、フジテレビ） - 主演・蜂谷久子 役

2007年
- 新マチベン 〜オトナの出番〜（6月30日・7月7日、NHK総合） - 及川玲子 役（第1・2話ゲスト）
- 千の風になって ドラマスペシャル「家族へのラブレター」（8月3日、フジテレビ） - 主演・福原杏子 役

2008年
- 鹿鳴館（1月5日、テレビ朝日） - ヒロイン・影山朝子 役
- リアル・クローズ（9月16日、関西テレビ） - 神保美姫 役
- ママさんバレーでつかまえて（10月4日 - 12月28日、NHK総合） - 主演・藤田鈴子 役
- 母恋ひの記〜谷崎純一郎「少将滋幹の母」より〜（12月13日、NHK総合） - 北ノ方 役

2009年
- イケ麺そば屋探偵〜いいんだぜ!〜（5月23日・30日、日本テレビ） - 三鷹春香 役（第5話ゲスト）
- にぃにのことを忘れないで（8月29日、日本テレビ） - 川井香澄 役
- ホストの女房（9月4日、フジテレビ） - 主演・愛田朱美 役
- 白旗の少女（9月30日、テレビ東京） - 主演・比嘉富子 役
- ママさんバレーでつかまえて（12月28日、NHK総合） - 主演・藤田鈴子 役
- リアル・クローズ（10月13日 - 12月22日、関西テレビ） - 神保美姫 役
- 第三のミス〜まず石を投げよ〜（WOWOW） - 主演・櫻井貴子 役

2010年
- やまない雨はない（3月6日、テレビ朝日） - 倉嶋泰子 役
- 同窓会〜ラブ・アゲイン症候群（4月22日 - 6月17日、テレビ朝日） - 主演・宮沢朋美 役

2011年
- 愛と死の境界線（3月26日、テレビ朝日） - 主演・西脇ゆう子 役
- 最後の晩餐 〜刑事・遠野一行と七人の容疑者〜（5月14日、テレビ朝日） - 富永麗子 役
- 下流の宴（5月31日 - 7月19日、NHK総合）- 主演・福原由美子 役

2012年
- 蛇蝎のごとく（3月14日、テレビ東京） - 古田かね子 役
- 推定有罪（3月25日 - 4月22日 全五話、WOWOW） - 石原揺子 役
- 黄昏流星群〜星降るホテル〜（6月26日、関西テレビ） - 主演・高澤侑子 役
- GTO（7月3日 - 9月11日、関西テレビ） - 桜井良子 役
- 黒い十人の黒木瞳。（9月9日、NHK BSP） - 主演・黒木 役
- 黒い十人の黒木瞳II（12月29日、NHK BSP） - 主演・黒木 役

2013年
- 白虎隊〜敗れざる者たち（1月2日、テレビ東京） - 西郷千重子 役
- おトメさん（1月17日 - 3月14日、テレビ朝日） - 主演・水沢麻子 役
- 黒い十人の黒木瞳III（6月30日、NHK BSP） - 主演・黒木 役
- LINK（10月6日 - 11月3日、WOWOW） - 櫻井聡子 役

2014年
- 鍵のかかった部屋SP（1月3日、フジテレビ） - 岡村郁子 役
- 大河ドラマ 軍師官兵衛（NHK総合） - おね 役
- 月曜ゴールデン「産科医・和泉凛〜生と死のカルテ〜」（3月17日、TBS） - 主演・和泉凛 役
- GTO（第2期）（7月8日 - 9月16日、関西テレビ） - 桜井良子 役
- 終戦記念スペシャルドラマ「命ある限り戦え、そして生き抜くんだ」（8月15日、フジテレビ） - 語り
- ほんとにあった怖い話 15周年スペシャル「闇への視覚」（8月16日、フジテレビ） - 主演・森川千尋 役

2015年
- ○○妻（1月14日 - 3月18日、日本テレビ） - 井納千春 役
- スケープゴート（4月12日 - 5月3日、WOWOW） - 主演・三崎皓子 役

2016年
- 嫌な女（3月6日 - 4月10日、NHK BSP） - 主演・石田徹子 役[63]
- そして、誰もいなくなった（7月17日 - 9月11日、日本テレビ） - 藤堂万紀子 役[64]
- スニッファー 嗅覚捜査官 第4話（11月12日、NHK総合） ‐ 徳大寺照子 役

2017年
- 東京センチメンタルSP〜千住の恋〜（1月3日、テレビ東京） - 藤原美奈子 役
- 楽園（1月8日 - 2月12日、WOWOW） - 高橋治美 役[65]
- 就活家族〜きっと、うまくいく〜（1月12日 - 3月9日、テレビ朝日） - 富川水希 役[66]
- 過保護のカホコ（7月12日 - 9月13日、日本テレビ） - 根本泉 役
- 駐在刑事スペシャル（10月13日、テレビ東京） - 緒方綾乃 役[67]

2018年
- スペシャルドラマ必殺仕事人（1月7日、テレビ朝日） - - すずらん 役
- アガサ・クリスティ 二夜連続ドラマスペシャル 大女優殺人事件〜鏡は横にひび割れて〜（3月25日、テレビ朝日） - 綵まど香 役
- 黄昏流星群〜人生折り返し、恋をした〜（10月11日 - 12月13日、フジテレビ） - 目黒栞 役[68]
- 過保護のカホコ〜LOVE & DREAM〜（9月19日、日本テレビ） - 根本泉 役[69]
- 駐在刑事（10月19日 - 12月7日、テレビ東京） - 緒方綾乃 役[70]
- 犬神家の一族（12月24日、フジテレビ） - 犬神松子 役[71]

2019年
- 砂の器（3月28日、フジテレビ） - 早坂琴美 役
- Iターン（7月13日 - 9月28日、テレビ東京） - 麗香 役
- TWO WEEKS（7月16日 - 9月17日、関西テレビ･フジテレビ系） - 久我早穂子 役[72]

2020年
- ファーストラヴ（2月22日、NHK BSP） - 聖山昭菜 役[73]
- SUITS/スーツ Season2 第2話（4月20日、フジテレビ） - 安田佐緒里 役[74]
- 恐怖新聞（8月29日 - 10月10日、東海テレビ・フジテレビ）- 小野田歌子 役[75][76]

2021年
- 月曜プレミア8 ハクタカ 白鷹雨音の捜査ファイル（3月22日、テレビ東京） - 福川冴子 役[77][78]
- 桶狭間 OKEHAZAMA〜織田信長〜（3月26日、フジテレビ） - 土田御前 役[79][80]
- つまり好きって言いたいんだけど、 第3話（10月21日、テレビ東京） - 一色涼香 役[81]

2022年
- 連続ドラマW 正体 （2022年3月12日 - 4月2日、WOWOW） - 井尾由子 役[82][83]

2023年
- 連続ドラマW 落日（2023年9月10日 - 10月1日、WOWOW） - 大畠凜子 役[84]
- 家政夫のミタゾノ 第6シリーズ 最終話（2023年12月5日、テレビ朝日） - 桃山麗子 役[85][86]

2024年
- JKと六法全書（2024年4月19日 - 6月7日、テレビ朝日） - 桜木華 役[87][88]
- 燕は戻ってこない（2024年4月30日 - 7月2日、NHK総合・BSP4K） - 草桶千味子 役[89]
- 江戸川乱歩原作 名探偵・明智小五郎「黒蜥蜴」（2024年9月29日、BS-TBS） - 緑川夫人 役[90]

### 映画
- 化身[26]（1986年10月10日、東映） - ヒロイン・八島霧子 役
- 花園の迷宮（1988年1月15日、東映） - 百合 役
- 死線を越えて 賀川豊彦物語（1988年、現代ぷろだくしょん） - 芝ハル 役
- 姐御（1988年、東映）[26] - 主演・紺野愛 役
- ソウル・ミュージック・ラバーズ・オンリー（1988年、プロモーティヴEye21） - 都倉加代子 役
- 動天[1]（1991年1月26日、東映）[26] - ヒロイン・おその 役
- 渋滞（1991年、アルゴプロジェクト）[26] - 藤春恵 役
- 略奪愛（1991年、東映）[26] - 主演・落合妙子 役
- 怖がる人々「火焔つつじ」[26]（1994年、松竹） - すみ 役
- 四十七人の刺客（1994年10月22日、東宝） - きよ 役
- 藏（1995年10月10日、東映） - 田乃内賀穂 役
- 失楽園[26]（1997年5月10日、東映） - ヒロイン・松原凛子 役
- 学校の怪談3（1997年7月19日、東宝） - 久保田真知子 役
- SADA〜戯作・阿部定の生涯（1998年、松竹） - 主演・阿部定 役
- 花のお江戸の釣りバカ日誌（1998年12月23日、松竹） - 小浪 役
- 金融腐蝕列島〔呪縛〕（1999年9月18日、東映） - 佐藤弘子 役
- 破線のマリス（2000年3月11日、アスミック・エース） - 主演・遠藤瑤子 役
- 千里眼（2000年6月10日、東映） - 友里佐知子 役
- すずらん 〜少女萌の物語〜（2000年6月17日、松竹） - 川本富貴 役
- 月（2000年7月8日、ニューウェーヴ=グルーヴコーポレーション） - 主演・立花遙 役
- T.R.Y.（2003年1月11日、東映） - ヒロイン・喜春 役
- 仄暗い水の底から（2002年1月19日、東宝） - 主演・松原淑美 役
- 阿修羅のごとく（2003年11月5日、東宝） - 里見巻子 役
- 東京タワー Tokyo Tower（2005年1月15日、東宝） - 主演・浅野詩史 役
- 怪談（2007年8月4日、松竹） - ヒロイン・豊志賀 役
- 魍魎の匣（2007年12月22日、ショウゲート） - 柚木陽子 役
- 20世紀少年 3部作（東宝） - 遠藤貴理子 役
  - 20世紀少年 第1章 終わりの始まり（2008年8月30日）
  - 20世紀少年 第2章 最後の希望（2009年1月31日）
  - 20世紀少年 最終章 ぼくらの旗（2009年8月29日）
- CMタイム（2011年11月10日、トリプルアップ） - 主演・城之内つばめ 役
- 日本列島 いきものたちの物語（2012年2月4日、東宝） - ナビゲーター
- LIGHT UP NIPPON 日本を照らした、奇跡の花火（2012年、ティ・ジョイ） - ナレーション
- ウタヒメ〜彼女たちのスモーク・オン・ザ・ウォーター〜（2012年2月11日、東京テアトル） - 主演・井口美恵子 役
- 箱入り息子の恋（2013年6月8日、キノフィルムズ） - 今井玲子 役
- The Crossing ザ・クロッシング Part I（原題：太平輪）（2014年、中国） - 志村夫人 役
- 嘘を愛する女（2018年1月20日、東宝） - マサコ 役
- 終わった人（2018年6月9日、東映） - 主演・田代千草 役
- 弥生、三月-君を愛した30年-（2020年3月20日、東宝） - 山田真里亜 役[91]
- 魔女の香水（2023年6月16日、アークエンタテインメント） - 主演・白石弥生 役[92]
- 青春18×2 君へと続く道（2024年5月3日、ハピネットファントム・スタジオ） - 裕子 役[93]
- 明日を綴る写真館（2024年6月7日、アスミック・エース） - 塚本冴絵 役[94]

### 劇場アニメ
- それいけ!アンパンマン ロールとローラ うきぐも城のひみつ（2002年、東京テアトル=メディアボックス） - ローラ姫 役
- 思い出のマーニー（2014年7月19日、東宝） - 久子 役
- 劇場アニメ「ベルサイユのばら」（2025年1月31日公開予定、TOHO NEXT・エイベックス・ピクチャーズ） - ナレーション[95]

### 吹き替え
- Mr.インクレディブル（2004年、ウォルト・ディズニー・ジャパン） - ヘレン・パー / イラスティガール 役
- フェリシーと夢のトウシューズ（2017年8月、キノフィルムズ / 木下グループ） - オデット 役
- インクレディブル・ファミリー（2018年8月、ウォルト・ディズニー・ジャパン） - 主演・ヘレン・パー / イラスティガール 役[96]

### 音楽番組
- 思い出のメロディー（1999年、NHK総合・ラジオ第1） - 司会
- 輝く!日本レコード大賞（1999年・2000年・2002年、TBSテレビ・ラジオ） - 司会
- FNS歌謡祭（2005年 - 2009年、フジテレビ） - 総合司会
- 今夜、誕生!音楽チャンプ（2017年10月8日 - 、テレビ朝日） - MC[97]
- 東急ジルベスターコンサート（2018年12月31日-2019年1月1日）- 司会（テレビ東京、水原恵理、原田修佑と共に）

### ドキュメンタリー番組
- 驚きももの木20世紀（1993年4月 - 6月、朝日放送） - 司会
- 情熱大陸（2005年5月22日放送、TBSテレビ）
- NHKスペシャル「源氏物語千年・黄金絵巻の謎に挑む」（2008年、NHK総合） - 司会・ナレーション
- 国宝阿修羅展特別番組（2009年、テレビ朝日） - メインナビゲーター
- 課外授業 ようこそ先輩（2011年10月8日、NHK総合）
- 黒木瞳が行く 食の世界遺産
  - 黒木瞳が行く 食の世界遺産〜メキシコ料理の源流を訪ねて（2012年2月11日、BSジャパン）
  - 黒木瞳が行く 食の世界遺産II〜フランス美食術の神髄を訪ねて（2013年1月3日、BSジャパン）
- ドキュメンタリー同期生「亡き友を胸に〜宝塚歌劇団67期生〜」（2012年12月28日、NHK総合）
- 豪華列車で旅する九州・美しの国（30分版）（2013年10月14日、NHK総合）
- 豪華列車で旅する九州・美しの国（2013年11月16日、NHK BSP）[注釈 10][98]
- みんな大好き!ミッフィーの秘密〜黒木瞳 ブルーナ90年の人生をたどる〜（2017年8月16日、NHK BSプレミアム）[99]

### バラエティー番組
- 欽ちゃんのどこまで笑うの?!（1988年 - 1989年、テレビ朝日） - 司会
- 世界1のSHOWタイム〜ギャラを決めるのはアナタ〜（2010年10月3日、2012年1月2日、日本テレビ） - 司会

### その他のテレビ番組
- 朗読鬼平犯科帳スペシャル「五年目の客」（2006年、時代劇専門チャンネル）
- 24時間テレビ 「愛は地球を救う」（2007年 - 、日本テレビ）

### CM
- セイコー「クレドール」
- 花王
  - 「ソフィーナ」（1986年  - 1991年）※ 高林由紀子・安田成美と共演バージョンあり
    - 「グレイスソフィーナ」（2007年 - 2010年）

  - 「リーゼ」（1990年 - 1992年、2007年 - 2010年）
- キリンビール「ラガービール」（1990年）[100]
- 三菱電機（1991年）[101]
- 日本メナード化粧品（1994年 - 2005年）
- フィリップモリス（1994年 - 1995年）
- ネスレ日本「ネスカフェ アカプルコ」（1996年）
- 参天製薬「サンテドウ プラスE」（1996年 - 1998年）
- 日産自動車
  - 「ブルーバード」（1996年）
  - 「セドリック」（1997年）
- サンゲツ（1997年 - 2004年）
- 日清食品「麺の達人」（1999年 - 2001年）
- セブン-イレブン・ジャパン（1999年 - 2000年）
- キャドバリー・ジャパン「クロレッツ」（2000年）
- ダイドードリンコ「デミタスコーヒー」（2000年 - 2004年）
- NTT東日本「Lモード」（2000年 - 2004年）
- 三井住友海上（2002年 - 2005年）
- ハウス食品「こくまろカレー」（2002年 - 2010年）
- ピップ「ピップエレキバン」（2002年 - 2004年）
- 国税庁「確定申告」（2003年）
- 松下電工（2003年 - 2004年）- CM内で本人そっくりのCGが登場
- チョーヤ梅酒（2003年 - 2005年）
- ライオン「デイフレッシュ ソフラン」（2004年 - 2005年）
- JR九州「つばめ」（2004年）
- 三井不動産「パークシティ豊洲」（2005年 - 2006年）
- 日立製作所「wooo」（2005年 - 2008年）
- エスエス製薬「エスタック」（2005年 - 2006年）
- ダイハツ工業「エッセ」（2005年 - 2007年）
- 関西電力「オール電化」（2008年 - 2010年）
- オリエンタルランド「東京ディズニーリゾート」（2009年 - 2010年）
- 田辺三菱製薬「フルコートF」（2009年 - 2016年）
- イトーヨーカドー
  - 「女神のきらめきパンツ」（2009年）
  - 「power warm」（2009年）
  - 「power cool」（2010年）
- 明治安田生命（2011年）
- ミツカン「金のつぶ とろっ豆」（2012年）
- ネイチャーラボ「LITS」（2012年 - 2013年）
- 世田谷自然食品「シークオールインワンゲル」（2019年）
- にしたんクリニック（2023年 - 2024年）[102]

### 舞台
- 将軍（1985年）
- ハムレット（1990年）
- 陽気な幽霊（1993年）
- オセロー（1994年）
- mama loves MAMBO（2000年） - 主演・柏木容子 役
- クリスマス・ボックス（2001年）
- mama loves MAMBO II（2002年） - 主演・柏木容子 役
- mama loves MAMBO III（2004年） - 主演・川原麗子 役
- MAMA LOVES mambo IV（2006年） - 主演・花岡洋子 役
- 取り立てや お春（2010年） - 主演・お春 役
- GURUになります。〜平浅子と源麗華の一週間〜（2015年） - 主演・平浅子 役[103]
- 京の螢火（2017年11月） - 主演・お登勢 役
- シラノ・ド・ベルジュラック（2018年5月） - ロクサーヌ 役

### ラジオ
- ダイドードリンコ presents 黒木瞳のちょっとひとりごと（2000年、TOKYO FM）
- Shimano Fishing Cafe（2000年、fm osaka）
- SUZUKIハッピーモーニング・黒木瞳のいってらっしゃい（2003年1月6日 - 2004年9月24日、ニッポン放送制作NRNネット）
- 黒木瞳のTALK RADIO（2005年、ニッポン放送）
- 黒木瞳 ホッとGoing（2005年 - 2008年、ニッポン放送）
- YEBISU ちょっとおいしい話 by 黒木瞳（2008年、TOKYO FM）
- 黒木瞳 we are beautiful（2011年11月1日 - 、ニッポン放送）
- 黒木瞳のあさナビ（2014年4月1日 - 、ニッポン放送）

### ディナーショー
- Muse more 〜女神よさらに〜 talking & dancing（2005年）
- 30th Dreaming dinner show（2010年）

## 監督作品
- 嫌な女（2016年、松竹）[38]
- わかれうた（2017年、ネスレシアター）
- 十二単衣を着た悪魔（2020年、キノフィルムズ）[104]
- 線香花火（2022年）[105]

## 音楽
全てシングルCD。
- それでいいのね（1991年10月30日　アポロン　APDA-55） 映画「略奪愛」主題歌。作詞も担当。
- 北の都の物語（1996年6月5日、日本クラウンCRDN-326）里見浩太朗とのデュエット曲
- 片方のつばさ(作曲:藤井フミヤ)（1999年12月　マーキュリーミュージックエンターテイメント　PHDL-1203） 映画「破線のマリス」主題歌。作詞も担当。
- 運命〜ぐうぜん〜（2005年11月23日 - 12月31日限定発売　テイチクエンタテインメント　TECH-12085） 三井住友海上火災「ViV」CMソング

その他
- 福岡県立輝翔館中等教育学校校歌（作詞[106]）

## 朗読オーディオブック
- 『孤舟』 原作：渡辺淳一[107]
- 『愛と死』 原作：武者小路実篤 CD

## 著書

### エッセイ集
- 『わたしが泣く時』幻冬舎、1994　のち文庫
- 『モン・モエ』（絵本）大鹿知子絵 幻冬舎、1999
- 『夫の浮わ気』幻冬舎文庫、2000
- 『ひとみごちて 阿修羅のごとく』角川書店　2003（フォトエッセイ）
- 『もう夫には恋はできない』小林基行 [ほか]撮影　講談社　2004（フォトエッセイ）
- 『母の言い訳』集英社、2005 のち文庫
- 『私の場合 ブレない大人への段階』講談社（2010年、ISBN：978-4-06-216309-5）

### 詩集
- 『長袖の秋』角川書店、1988　のち文庫
- 『夜の青空』角川書店、1991　のち文庫
- 『恋のちから愛のススメ』ニッポン放送 2005（ニッポン放送の番組で披露した五行詩を書籍にしたもの ISBN 4-594-05040-9）

### 写真集
- 『17か月のDesigned Woman』谷口征撮影　竹書房、1997
- 『mama loves MAMBOII』
- 『Timeless』（タイムレス）幻冬舎、2017

### 翻訳絵本
- マーティン・ワッデル文 カミーラ・アッシュフォース絵 『すきなの だあれ?』小学館、1999
- アラン・アルバーグ作 ジリアン・タイラー 絵『たからものさがし』小学館、2002

### 雑誌
- メイプル（連載、終了）
- Grazia（2009年1月号 - 連載）
- 歌劇 1月号（歌劇創刊1000号記念お祝いメッセージ掲載）

### 関連図書
- 吉田公子・著 『由美子へ』 扶桑社 2006年8月 ISBN 4-594-05207-X
北原遥子の実母による、北原の美しくも儚かった24年の一生を綴った本。
宝塚時代に北原と最も仲がよい親友だったことから、黒木が本書のあとがきを依頼され担当した。

## 受賞歴
- 1987年
  - 第10回日本アカデミー賞新人俳優賞『化身』[108]
- 1995年
  - 第6回日本ジュエリーベストドレッサー賞（30代部門）
- 1997年
  - 第21回日本アカデミー賞最優秀主演女優賞『失楽園』
  - 第10回日刊スポーツ映画大賞主演女優賞『失楽園』
  - 第22回報知映画賞最優秀主演女優賞『失楽園』
- 2001年
  - 第10回日本映画批評家大賞 女優賞『破線のマリス』[109]
  - 第8回E-ライン・ビューティフル大賞
- 2002年
  - 第7回アジア・テレビジョンアワード優秀演技賞『ゴールデンボウル』
  - 第1回Ms. Lily賞（オランダ国際球根協会）
- 2003年
  - 第19回ベストジーニスト
- 2004年
  - 第15回日本ジュエリーベストドレッサー賞（40代部門）
- 2005年
  - 第1回ライフスタイリスト・オブ・ザ・イヤー
- 2006年
  - 第13回ベストスマイル・オブ・ザ・イヤー2006
  - 第35回ベストドレッサー賞
- 2008年
  - 第1回ベストマザー賞2008
- 2009年
  - Graceful Woman Award（40代部門）
  - 第6回COTTON USAアワード（Mrs部門） - Miss部門の黒木メイサとダブル黒木での受賞。
- 2011年
  - 第12回ベストスイマー賞
- 2022年
  - WEIBO Account Festival 2022 最優秀女優賞[110]